# 디오구 캉

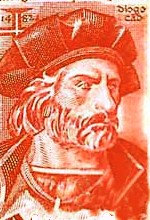
디오구 캉

디오구 캉(포르투갈어: Diogo Cão [diˈoɣu ˈkɐ̃w̃][*], 1452년~1486년)은 포르투갈의 탐험가이자 발견 시대의 가장 유명한 항해사 중 한 명이다. 그는 1480년대에 콩고강과 오늘날의 앙골라와 나미비아의 해안을 탐험하면서 아프리카 서부 해안을 따라 항해했다.

## 어린 시절 및 가족
디오구 캉의 초기 생애에 대해서는 거의 알려져 있지 않다. 전설에 따르면, 그는 1452년경 포르투갈의 빌라헤알에서 태어났다. 그의 할아버지 곤칼로 캉은 알주바로타 전투에서 포르투갈의 독립을 위해 싸웠다. 1480년, 캉은 주앙 2세를 위해 아프리카 해안에서 항해하고 있었다. 그가 나포된 스페인 선박들과 함께 포르투갈로 돌아왔다는 기록이 있다.

## 탐험

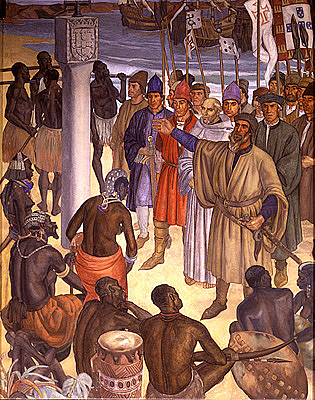
디오구 캉

1480년 알카소바스 조약으로 아프리카 서해안의 무역과 탐험에 대한 포르투갈의 독점이 확인되자, 주앙 2세는 이 지역에 대한 그의 영향력을 확보하고 확장하기 위해 재빨리 움직였다. 1481년, 10척의 함대가 골드 코스트에 파견되어 상조르즈다미나성이라고 알려진 요새를 건설했다. 이 요새는 무역의 상업 중심지이자 포르투갈의 항해를 위한 중요한 보급지점이 되었다. 주앙 2세는 또한 스페인과의 전쟁 기간 동안 중단되었던 아프리카 해안을 따라 남하하는 탐험 계획을 다시 세웠다. 1482년 주앙의 첫 탐험을 이끌기 위해 디오구 캉이 선발되었다.